# کاخ امیر سلیمان
کاخ امیر سلیمان خانهٔ امیر سلیمان پسر عضدالملک رئیس ایل قاجار بود. کاخ در شهر ری نزدیک کوه بی‌بی شهربانو در محوطهٔ باغی به مساحت ۱۰٬۰۰۰ متر مربع قرار دارد. ساختمان بنا از آجر و خشت با تیرها و مهاربندی چوبی است. معماری ساختمان قاجاری و دارای تالارها، اُرُسی‌ها، نقاشی‌ها، آینه‌کاری‌ها، قوس‌های نیم‌دایرهٔ نما، سقف شیروانی، تناسبات نما و نقشه است. ساختمان روی پیلوت بنا شده که در زمان خود نوآوری بوده است. برابر کاخ، ساختمان‌های مُلازِمان موکب شاهی قرار داشته است که هم‌اکنون این ساختمان‌ها خراب شده‌اند. در تالار این بنا، دو نقاشی از عبدالله خان نقاش‌باشی قرار دارد که یکی تصویر آقا محمد خان و دیگری تصویر فتحعلی شاه و اطرافیانش را نشان می‌دهد. شهرداری محل اراضی کاخ و باغ را به فضای سبز تبدیل کرده است که در پارک آزادگان در غرب پارک پامچال است و مورد استفاده عموم قرار دارد. عمارت کاخ در دوم اسفند ۱۳۲۷ با شماره ۳۷۰ در فهرست ملی ثبت شده است. از این کاخ با نام کوشک و عمارت نیز یاد شده است.